# Bun&Bunee
Bun&Bunee és una sèrie de televisió d'animació sud-africana curta produïda i finançada per l'estudi d'animació Luma Animation sobre dos germans "bunee" que es diverteixen molt mentre entren i surten de problemes en les seves aventures absurdes i salvatges.
La sèrie es va estrenar a SABC3 el dissabte 5 de desembre de 2009, a les 18.59 h. Nous episodis s'emeten setmanalment. Hi ha 52 episodis d'un minut a la primera temporada

## Argument
Bun i Bunee són dos germans Bunee inusuals i els protagonistes del programa
Aquests dos no sempre es porten bé (generalment perquè Bunee és molt més baixet), però al final sempre estan l'un per l'altre com haurien de ser els germans reals.
Amb els seus molts amics excèntrics, es diverteixen molt mentre entren i surten de problemes en les seves estranyes aventures.
El món de Bun&Bunee es pot descriure millor com... moll i està habitat per una infinitat de personatges poc convencionals, que inclouen adversaris i aliats variats, col·laboradors bojos, vilans semi-malvats, canallades, companys ximples i alter egos fantàstics.

## Episodis
| Episodis                    |
| --------------------------- |
| Ben embolicat               |
| El gelat                    |
| L'aspiradora de la perdició |
| Super Bloopers              |
| La síndria                  |
| El Graffitti                |